# Ásgrímur Elliða-Grímsson
Ásgrímur Elliða-Grímsson (n. 966) fue un caudillo vikingo de Islandia y poderoso bóndi y goði que gobernó Tunga, en Vestur-Ísafjarðarsýsla en el nordeste de la isla, entre finales del siglo X y principios del siglo XI. Es un personaje de la saga de Njál, y también aparece en otras sagas islandesas. Era íntimo amigo de Gudmundur Eyjólfsson, otro de los grandes bóndis islandeses y ambos tuvieron un papel importante en la saga tras la muerte de Hoskuld Thrainsson. Uno de sus hijos Þórhallr Ásgrímsson, estuvo apadrinado por Njáll Þorgeirsson para ser educado como era costumbre en la época.
Su padre era Elliða-Grímur, hijo de Ásgrímur Öndóttsson y patriarca del clan familiar de los Kræklingar. Un descendiente de Ásgrímur que participó en las cruzadas, Thorhall Asgrimsson (el mismo nombre, como el hijo del goði), grabó durante el invierno de 1153 y 1154 unas runas en Maeshowe, en las Orcadas, mencionando que el hacha que grabó la inscripción perteneció al vikingo Gauk Trandilsson, (un vikingo que Ásgrímur mató unos 150 años atrás). Gauk Trandilsson es el personaje principal de la saga perdida Gauks saga Trandilssonar una de las fuentes que  influyó en el contenido de la saga de Njál y da sustento a la veracidad histórica de ciertos elementos de la misma.
Aparece como personaje histórico en la saga de Grettir, saga de Víga-Glúms, y saga Flóamanna.

## Herencia
Se casó con Þórdís Björnsdóttir (n. 940), nieta del influyente Þórður mjögsiglandi Björnsson. De esa relación nacieron siete hijos:
1. Þórhalla Ásgrímsdóttir (n. 988), se casó con Helgi Njálsson.
2. Þorkell eldri Ásgrímsson (n. 990).
3. Þorkell yngri Ásgrímsson (n. 992).
4. Grímur Ásgrímsson (n. 994).
5. Þórhallur Ásgrímsson
6. Grimur Asgrimsson (n. 999).
7. Ormur Ásgrímsson (n. 1000), se casó con Halla Loftsdóttir (n. 1020), una hija de Loftur Þórarinsson. Ormur aparece citado en la saga Vápnfirðinga.[10]